# Grote vragen van Maria
De Grote vragen van Maria is een gnostische tekst die bewaard is gebleven  in de Panarion, het belangrijkste werk van Epiphanius van Salamis (310|315 - 403). Epiphanius schrijft over die tekst in het hoofdstuk over de borborieten. Dit was een van meerdere gnostische groeperingen die waren voortgekomen uit de beweging van het sethianisme, die aan het eind van de vierde eeuw fragmenteerde. 
In de tekst wordt Maria Magdalena door Jezus naar de top van een berg meegenomen om daar onderricht van hem te krijgen. Hij haalt daar uit zijn zijde een andere vrouw en heeft daarmee in de aanwezigheid van Maria geslachtsgemeenschap. Hij vangt zijn sperma op in zijn hand en eet dat. Hij spreekt vervolgens tot Maria de woorden Dit is wat wij moeten doen, dit is hoe wij leven. Maria was ontsteld over deze daad en viel op de grond. Jezus helpt haar weer op de been en zegt tegen haar  O, jij met je geringe geloof, waarom twijfel je nu zo. 
Epihanius beschrijft verder in het hoofdstuk een aantal rituelen van de borborieten waarin ook menstruatiebloed gegeten wordt. Epiphanius suggereert dat de notie hierachter een verschillende opvatting was over de eucharistie. In plaats  van wijn en brood werden sperma en menstruatiebloed aangeboden en gegeten door de deelnemers aan de eucharistie. Het sperma was het lichaam van Christus en het bloed was het bloed van Christus. 
De borborieten zouden iedere vorm van vasten en ascese afwijzen. Zij wezen voortplanting af en noemden de vrouwelijke volgelingen dan ook maagden. Om die “maagdelijkheid” intact te laten, praktiseerden zij coitus interruptus. Als een vrouw toch zwanger werd, was abortus het gevolg en werd de foetus gegeten. Daarbij werd een vorm van gebed uitgesproken met onder meer de tekst Wij zijn niet bedrogen door de archont van lust, maar wij hebben de overtreding van onze broeder gezamenlijk gedeeld.
In een ander tekstdeel in de Panarion citeert Epihanius uit het evangelie van Eva, dat ook tot de literatuur van de borborieten behoorde. Ook daarin worden gebeurtenissen beschreven waarin het eten van sperma een sacramentele betekenis had. 

## Achtergrond
De meeste auteurs over de borborieten gaan uit van de veronderstelling, dat de tekst van Epiphanius in zijn doel om ketterij te bestrijden een mate van overdrijving bevat, op punten onjuist zal zijn en ook laster zal bevatten. Die auteurs gaan er echter ook van uit, dat er geen redenen zijn de gehele tekst als onjuist te zien. Met name het sacramentele gebruik van sperma wordt in toenemende mate geaccepteerd. Het toekennen van een sacramentele betekenis aan het eten van sperma is ook uit meerdere religieuze culturen bekend.  
Er is ook een wat andere verklaring die Epiphanius voor deze rituelen ook geeft.  
Zij [de borborieten]  zeggen dat het vlees moet verdwijnen …. omdat het aan de archonten behoort. Maar de kracht die in het menstruatiebloed en het sperma zit, zo zeggen zij, is de ziel, die wij samenbrengen door die te eten. En met wat wij ook eten, groente, brood of wat dan ook, verlenen  wij levende wezens een gunst door de ziel samen te brengen en die met ons naar de hemel te transporteren.
Mede op basis van dit citaat is er op het vakgebied nog een andere duiding aanwezig. Het centrale thema in de gnostiek was  dat de mens afkomstig is uit een goddelijke wereld en in zijn aardse situatie een goddelijke kern in zich heeft die afkomstig is uit die wereld. Die kern is verstrikt geraakt in de materie of in het kwaad in de stoffelijke wereld. Demonische krachten trachten die kern gevangen te houden in zijn lichamelijk omhulsel. 
Over het algemeen hadden gnostici dan ook een negatieve waardering van het lichaam. Dat kon leiden tot het bepleiten van de rigoureuze vormen van ascese en afwijzen van seksualiteit en voortplanting. Het lichaam werd weleens verbeeld als een vorm van een gevangenis. Die opvatting kwam meer voor. Ook in het manicheïsme werd het proces van seksuele gemeenschap en geboorte gerelateerd aan de door de demonische krachten gecreëerde stoffelijke natuur van de eerste mensen om delen van de goddelijke kern daarin gevangen te houden. Door de praktijk van de borborieten zou voorkomen worden dat sperma gestort zou worden in een lichamelijk omhulsel dat als een gevangenis werd gezien. Zo werd ook het ontstaan en geboorte van een nieuwe gevangenis voorkomen. Het was een strategie om te ontsnappen aan de demonische krachten. Het gegeten zaad en menstruatiebloed zou door de ontlasting in de atmosfeer terecht komen en de ziel helpen te kunnen opstijgen naar de goddelijke wereld. Ook dit is een gedachte die – in wat afwijkende vorm- voorkwam in het manicheïsme 
Naast Epiphanius worden deze rituelen in de gnostische literatuur ook – zij het in veroordelende zin – vermeld in de  Pistis Sophia en de  Boeken van Jeu (tweede helft derde eeuw). In het Tweede boek van Jeu verbiedt Jezus zijn discipelen de mysteriën te onthullen aan ..diegenen die het menstruatiebloed van hun onreinheid en het zaad van mannen eten en beweren dat zij de juiste kennis hebben en tot de ware God bidden. Hun God is slecht . 